# Jüdischer Friedhof (Bytom)

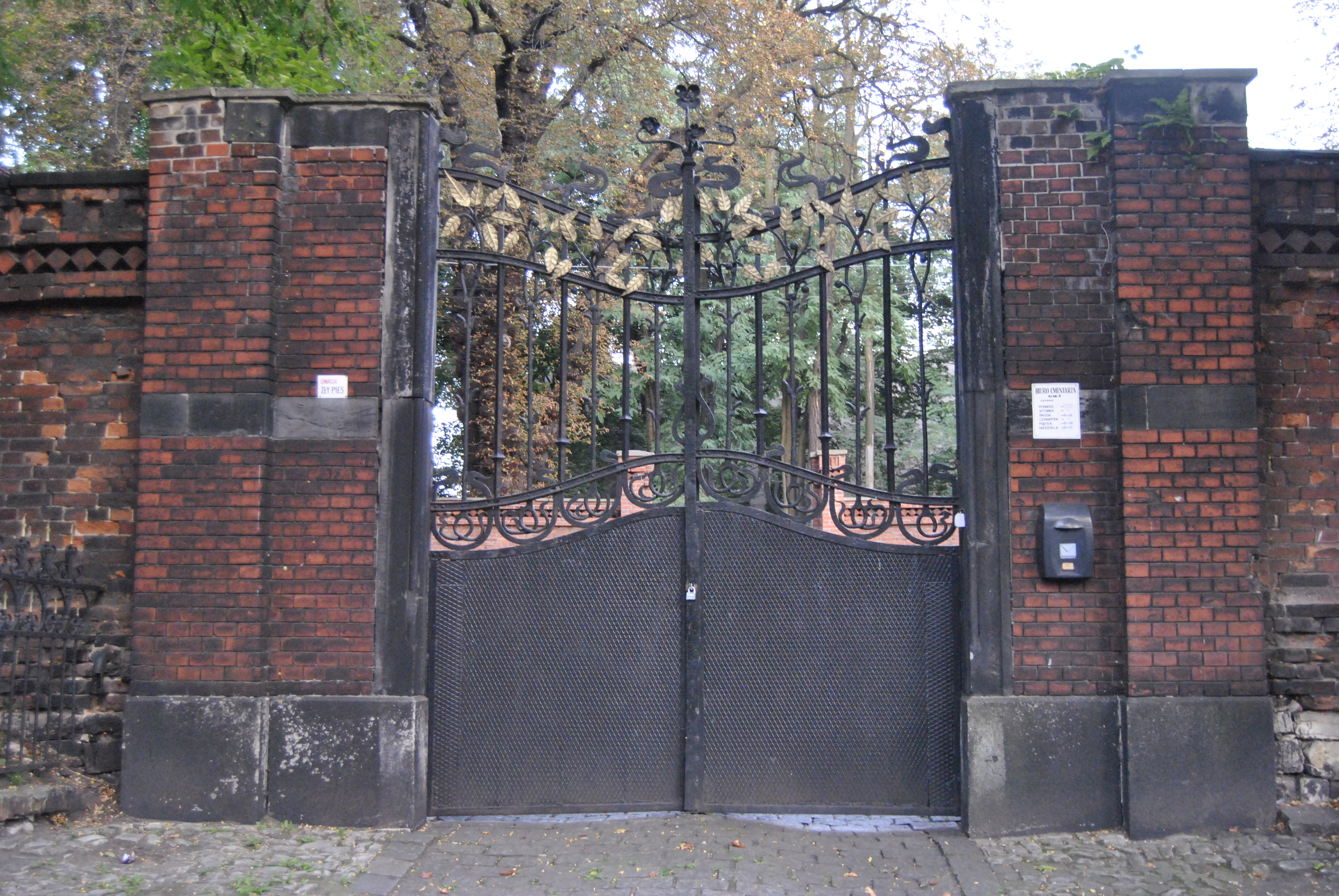
Eingang zum jüdischen Friedhof in Bytom

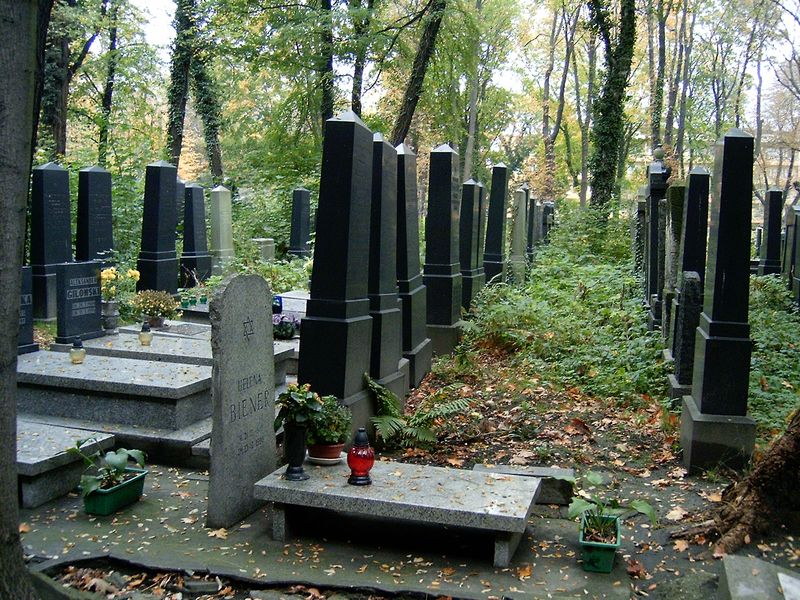
Ansicht des Friedhofs

Der Jüdische Friedhof in Bytom (deutsch Beuthen), einer Stadt in der Woiwodschaft Schlesien in Polen, wurde 1866 in der Radzionkauer Vorstadt angelegt.

## Geschichte
Nachdem die Verstorbenen zuvor auf dem alten jüdischen Friedhof in Będzin beerdigt wurden, legte man um 1735 am südlichen Stadtwall die erste Begräbnisstätte für die Beuthener Juden an. Dieser Friedhof wurde bis circa 1870 genutzt. Er wurde in den 1960er Jahren aufgegeben, die wenigen dort noch vorhandenen Grabsteine wurden zum neuen Friedhof gebracht, wo man diese zu einem Lapidarium vereinte.
Der neue jüdische Friedhof erhielt eine repräsentative Trauerhalle. Auf dem Friedhof sind heute noch mehr als 500 Grabsteine vorhanden.
Seit 1993 erinnert eine Gedenktafel mit polnischer und englischer Inschrift an die nationalsozialistische Judenverfolgung.